# The Teens
The Teens – niemiecki zespół rockowy założony w 1974 roku w Berlinie Zachodnim. Pierwotnie skład zespołu przedstawiał się następująco:
- Robert „Robby” Bauer – wokal
- Uwe Schneider – gitara
- Jorg Treptow – gitara
- Alexander „Alex” Mobius – bas
- Michael „Micha” Uhlich – perkusja

W późniejszych latach nastąpiło kilka zmian w składzie. Nastąpiła zmiana basisty, a w 1997 po reaktywacji grupy w 1996 z zespołu odszedł wokalista. W latach 1981–1982 z zespołem współpracował gitarzysta oraz wokalista zespołu Modern Talking, Dieter Bohlen. Był on producentem płyty zespołu, oraz udzielał się jako kompozytor. W roku 1982 grupa zawiesiła działalność. W 1996 roku działalność zespołu została wznowiona. Zespół funkcjonował wtedy w prawie pełnym oryginalnym składzie, doszło tylko do zmiany basisty. W późniejszych latach zainteresowanie zespołem spadło, co doprowadziło do rozwiązania grupy w 2002 roku.

## Dyskografia
- 1978: The Teens
- 1979: Teens & Jeans & Rock’n’Roll
- 1980: The Teens Today
- 1980: Rock City Nights
- 1981: Explosion
- 1982: 5 Years Of Hits
- 1996: '76-'96 Past And Present
- 1999: One More Chance
- 2000: Give Me More